# Jalgpalliklubi Maag Tammeka Tartu
Il Jalgpalliklubi Maag Tammeka Tartu è stata una società calcistica estone di Tartu.

## Storia
Ha avuto una storia brevissima: nacque, infatti, a fine 2006 dalla fusione tra i due club di Tartu, il Tammeka e il Maag.
Disputò due campionati di Meistriliiga: ne 2007 giunse quinto, mentre l'anno successivo finì ottavo.
A fine 2008 si sciolse facendo rinascere il Tammeka.

## Palmarès

### Altri piazzamenti
- Coppa di Estonia:

Finali: 2007-2008